# Miłość na sprzedaż
Miłość na sprzedaż (hiszp. Amores de mercado) – kolumbijska telenowela wyemitowana w latach 2006-2007.

## Fabuła
Serial opowiada o zawodowym piłkarzu Diego i Lucii. Karierę Diega przerywa wypadek samochodowy, po którym wraca do swej dzielnicy. Tam spotyka Lucię. Lucia jest młodą kobietą mającą syna Adriana. Jej mąż upozorował swoje zniknięcie zostawiając ją w trudnej sytuacji finansowej i uczuciowej.

## Wersja polska
W Polsce telenowela była emitowana w telewizji Zone Romantica. Opracowaniem wersji polskiej zajęło się Studio Company Warszawa. Autorką tekstu była Agnieszka Stefańska-Feszczuk. Lektorem serialu był Zbigniew Moskal.

## Obsada
- Paola Andrea Rey – Lucia
- Michel Brown – Diego
- Mauricio Islas – Fernando
- Jorge Cao – Nestor Savater
- Lully Bossa – matka Lucii
- Vanessa Villela – Raquel / Monica Savater
- Ricardo Abarca – Adrian